# IAM Cycling 2016
Questa voce raccoglie le informazioni riguardanti il team ciclistico IAM Cycling nelle competizioni ufficiali della stagione 2016.

## Organico
Organico da Uci.ch.

### Staff tecnico
|  | Naz.                 | Ruolo | Sportivo           |  |  |  |
|  | -------------------- | ----- | ------------------ |  |  |  |
|  | Svizzera (bandiera)  | GM    | Michel Thétaz      |  |  |  |
|  | Belgio (bandiera)    | DS    | Rik Verbrugghe     |  |  |  |
|  | Svizzera (bandiera)  | DS    | Marcello Albasini  |  |  |  |
|  | Svizzera (bandiera)  | DS    | Rubens Bertogliati |  |  |  |
|  | Finlandia (bandiera) | DS    | Kjell Carlström    |  |  |  |
|  | Italia (bandiera)    | DS    | Mario Chiesa       |  |  |  |
|  | Belgio (bandiera)    | DS    | Thierry Marichal   |  |  |  |
|  | Francia (bandiera)   | DS    | Lionel Marie       |  |  |  |
|  | Francia (bandiera)   | DS    | Eddy Seigneur      |  |  |  |

### Rosa
|  | Naz.                   |  | Sportivo             | Anno |  |  |
|  | ---------------------- |  | -------------------- | ---- |  |  |
|  | Svizzera (bandiera)    |  | Marcel Aregger       | 1990 |  |  |
|  | Austria (bandiera)     |  | Matthias Brändle     | 1989 |  |  |
|  | Francia (bandiera)     |  | Clément Chevrier     | 1992 |  |  |
|  | Paesi Bassi (bandiera) |  | Stef Clement         | 1982 |  |  |
|  | Francia (bandiera)     |  | Jérôme Coppel        | 1986 |  |  |
|  | Austria (bandiera)     |  | Stefan Denifl        | 1987 |  |  |
|  | Belgio (bandiera)      |  | Dries Devenyns       | 1983 |  |  |
|  | Svizzera (bandiera)    |  | Martin Elmiger       | 1978 |  |  |
|  | Norvegia (bandiera)    |  | Sondre Holst Enger   | 1993 |  |  |
|  | Svizzera (bandiera)    |  | Mathias Frank        | 1986 |  |  |
|  | Svizzera (bandiera)    |  | Jonathan Fumeaux     | 1988 |  |  |
|  | Australia (bandiera)   |  | Heinrich Haussler    | 1984 |  |  |
|  | Svizzera (bandiera)    |  | Reto Hollenstein     | 1985 |  |  |
|  | Australia (bandiera)   |  | Leigh Howard         | 1989 |  |  |
|  | Germania (bandiera)    |  | Roger Kluge          | 1986 |  |  |
|  | Norvegia (bandiera)    |  | Vegard Stake Laengen | 1989 |  |  |
|  | Svizzera (bandiera)    |  | Pirmin Lang          | 1984 |  |  |
|  | Belgio (bandiera)      |  | Oliver Naesen        | 1989 |  |  |
|  | Colombia (bandiera)    |  | Jarlinson Pantano    | 1988 |  |  |
|  | Svizzera (bandiera)    |  | Simon Pellaud        | 1992 |  |  |
|  | Italia (bandiera)      |  | Matteo Pelucchi      | 1989 |  |  |
|  | Spagna (bandiera)      |  | Vicente Reynés       | 1981 |  |  |
|  | Lettonia (bandiera)    |  | Aleksejs Saramotins  | 1982 |  |  |
|  | Australia (bandiera)   |  | David Tanner         | 1984 |  |  |
|  | Belgio (bandiera)      |  | Jonas Van Genechten  | 1986 |  |  |
|  | Stati Uniti (bandiera) |  | Lawrence Warbasse    | 1990 |  |  |
|  | Svizzera (bandiera)    |  | Marcel Wyss          | 1986 |  |  |
|  | Svizzera (bandiera)    |  | Oliver Zaugg         | 1981 |  |  |

## Palmarès
Palmarès da Procyclingstats.com.

### Corse a tappe
World Tour
- Giro d'Italia

17ª tappa (Roger Kluge)
- Tour de Suisse

9ª tappa (Jarlinson Pantano)
- Tour de France

15ª tappa (Jarlinson Pantano)
- Vuelta a España

7ª tappa (Jonas Van Genechten)
17ª tappa (Mathias Frank)
Continental
- Étoile de Bessèges

5ª tappa (Jérôme Coppel)
Classifica generale (Jérôme Coppel)
- Giro di Croazia

6ª tappa (Sondre Holst Enger)
- Giro del Belgio

2ª tappa (Dries Devenyns)
Classifica generale (Dries Devenyns)
- Tour de Wallonie

5ª tappa (Dries Devenyns)
Classifica generale (Dries Devenyns)
- Tour des Fjords

1ª tappa (Leigh Howard)

### Corse in linea
World Tour
- Bretagne Classic Ouest-France (Oliver Naesen)

Continental
- Grand Prix Cycliste La Marseillaise (Dries Devenyns)
- Clásica de Almería (Leigh Howard)

### Campionati nazionali
- Campionati austriaci

Cronometro (Matthias Brändle)
In linea (Matthias Brändle)
- Campionati svizzeri

In linea (Jonathan Fumeaux)